# Ostraha
Ostraha představuje činnost vykonávanou za účelem ochrany osob, majetku nebo objektů. Jejím cílem je ochránit daný objekt či osobu vůči násilí, poškození, vandalismu nebo zneužití. Ostrahu lze rozdělit především podle předmětu a podle vykonavatele. Ostrahu mohou vykonávat jak státní složky (policie, armáda, speciální složky) tak i soukromé podnikatelské subjekty (bezpečnostní agentury) pokud splní podmínky pro udělení koncese stanovené Živnostenským zákonem. 

## Rozdělení podle předmětu

### Ostraha osob
Může být vykonávána například ve formě osobního strážce (osobních strážců), jak jej nejčastěji vídáme u zahraničních politických delegací, známých osobností umělců apod. Pod tento pojem rovněž spadá ochrana osob a jejich právních zájmů. 

### Ostraha majetku
Zahrnuje ochranu majetku ve formě movité i nemovité. Vykonávána je buď ve formě fyzické ostrahy za využití uniformovaných či civilně oděných strážců, nebo „na dálku“ pomocí elektronických zabezpečovacích systémů (EZS), případně elektronických požárních systémů (EPS). Tyto dálkové monitorovací systémy jsou přitom obvykle napojeny na pult centrální ochrany (PCO).

### Ostraha objektů
Je součástí ostrahy majetku, proto pro ni platí stejná základní pravidla (fyzická ostraha nebo dálková elektronická kontrola). V případě fyzické ostrahy budov a dalších objektů se často využívá strážců, kteří vykonávají pravidelné pochůzky. 
Ostraha objektů rovněž zahrnuje zajištění pořádku v rámci konání veřejných shromáždění, slavností, sportovních nebo jiných akcí lidových zábav apod. stejně jako třeba vyhodnocování bezpečnostních rizik.

#### Dohledové a přijímací poplachové centrum (DPPC)
Dohledové a přijímací poplachové centrum je kontrolní stanoviště, kde se sbírají, ukládají a vyhodnocují signály nejen z elektronických zabezpečovacích systémů a v případě narušení střeženého objektu je okamžitě realizována smluvně stanovená reakce – výjezd zásahové jednotky, kontaktování policie, kontaktování majitele atd.

## Rozdělení podle vykonavatele

### Státní složky
Státní složky (policie, armáda, speciální složky) vykonávají ostrahu osob, majetku nebo objektů v souladu s příslušnými právními normami (zákon o policii, zákon o armádě atd.), kde jsou jejich pravomoci a povinnosti podrobně popsány. Konkrétní druhy policejní ochrany. 

### Bezpečnostní agentury
Bezpečnostní agentury jsou podnikatelské subjekty, jejichž hlavní obchodní činností je právě ostraha osob, majetku a objektů. Tuto činnost mohou vykonávat pouze v případě, že splní podmínky potřebné pro získání příslušné koncese vydávané Živnostenským úřadem. 
Na rozdíl od státních složek v případě bezpečnostních agentur zatím nebyla schválena aktualizovaná právní norma, která by přesně upravovala a stanovovala pravidla, pravomoci a povinnosti bezpečnostních agentur a jejich zaměstnanců. Příslušný legislativní předpis se připravuje již několik let, zatím ale žádná z jeho podob úspěšně neprošla ani první komorou parlamentu. 

#### Bezpečnostní agentury – podmínky získání koncese
Vydávání koncesí pro služby s pojené s Ostrahou majetku a osob upravuje zákon č. 155/2010 Sb. Zájemce o provozování koncese musí získat rozhodnutí o udělení koncese u kteréhokoliv živnostenského úřadu. 
Odbornou způsobilost u živnosti Ostraha majetku a osob prokazuje:
1. vysokoškolské vzdělání, nebo
2. vyšší odborné vzdělání právnického, bezpečnostního nebo obdobného zaměření, nebo
3. střední vzdělání s maturitní zkouškou v oboru bezpečnostním nebo právním a 3 roky praxe v oboru, nebo
4. střední vzdělání s maturitní zkouškou, 3 roky praxe v oboru a osvědčení o rekvalifikaci nebo jiný doklad o odborné kvalifikaci pro příslušnou pracovní činnost vydaný zařízením akreditovaným podle zvláštních právních předpisů, zařízením akreditovaným Ministerstvem školství, mládeže a tělovýchovy, nebo ministerstvem, do jehož působnosti patří odvětví, v němž je živnost provozována, nebo
5. střední vzdělání s maturitní zkouškou, 3 roky praxe v oboru a dílčí kvalifikace pro činnost strážný podle zvláštního právního předpisu (zákon č. 179/2006 Sb., ve znění pozdějších předpisů)